# Дії країн Осі в австралійських водах
Під час Другої світової війни в австралійських водах проводяться багато операцій Осі. Всього 54 німецькі та японські підводні човни та військові кораблі проникли в австралійські води між 1940 та 1945 роками, атакуючи кораблі та порти. Серед найвідоміших операцій була битва між Сіднеєм та Кормораном у 1941, бомбардування Дарвіна в лютому 1942 р. та напад на Сіднейську затоку, здійснений японськими кишеньковими підводними човнами в травні 1942 р. До цього додаються втрати, яких зазнав цивільний флот союзників, багато кораблів якого затонули або пошкоджені в австралійських водах. Японські підводні човни бомбардують кілька портів та літаки, що базувалися на японських підводних човнах пролетіли над кількома столицями штатів Австралії.
Збільшення активності осі навколо Австралії поступове. До 1942 року воно обмежувалося спорадичними нападами німецьких допоміжних крейсерів. Обсяг нападів зазнав піку на початку 1942 року, коли японські підводні човни почали патрулювати уздовж узбережжя Австралії, шукаючи цілей, які потрібно потопити, та військово-морська авіацію цієї країни бомбардувала кілька міст Північної Австралії. Наступ японських підводних човнів було відновлено протягом першої половини 1943 року, але він припинився, коли союзники взяли на себе наступ у Тихоокеанському театрі. Мало кораблів Осі діяло в австралійських водах між 1944 та 1945 роками і їх ефект був дуже обмеженим.
Через епізодичний характер нападів та порівняно невелику кількість використовуваних військових кораблів, Німеччина та Японія не змогли дезорганізувати навігацію в Австралії. Хоча союзникам довелося розгорнути значні сили, щоб забезпечити судноплавство біля австралійського узбережжя, ці атаки не мали суттєвих наслідків на австралійські військові зусилля, ні на операції під керівництвом американців на південно-західному театрі Тихого океану.

### Система австралійського захисту
Термін «австралійські води», що використовується в цій статті, позначає територію, охоплену австралійською станцією, австралійський військово-морський передвоєнний командний центр. Вона включає величезну територію, води, що оточують Австралію та східну частину Нової Гвінеї, а також весь сектор, починаючи від австралійського континенту до Антарктиди. Вона охоплює зі сходу на захід, райони між 170-м градусом східної довготи, що знаходяться в Тихому океані, та 80-й градусом східної довготи — в Індійському океані. З півночі на південь вона простягається між екватором та Антарктидою. Незважаючи на те, що східна половина острова Нова Гвінея включена до Австралійського командування, японські операції в цих водах проводяться в рамках кампаній Нової Гвінеї та Соломонових островів і не спрямовані безпосередньо проти Австралії.
Захист австралійських вод є головною проблемою Королівського флоту Австралії (RAN) під час війни. Австралійські військово-морські кораблі часто обслуговуються за межами станції Австралія, але супроводжуючі кораблі та мінні тральщики доступні протягом усієї війни, щоб забезпечити навігацію в австралійських водах. Ці місії конвоювання забезпечуються деякими великими військовими кораблями, крейсерами та допоміжними крейсерами (колишні торгові кораблі, реквізовані та озброєні ВМС). Хоча з початку війни важливі воєнно-морські перевозки супроводжувалися, але конвої не створювались в австралійських водах до червня 1942 року. Австралійська військово-морська влада все-таки кілька разів закривала порти для навігації внаслідок загрози, створеної реальною чи передбачуваною присутністю кораблів противника або мін до червня 1942 року.
Королівські австралійські ВПС (RAAF) також відповідають за захист навігації в австралійських водах. Протягом усієї війни літаки RAAF супроводжували конвої і проводили розвідувальне і протичовнове патрулювання з повітряних баз, розташованих по всій Австралії. Основними типами літаків, які використовуються для цих місій були Avro Anson, Bristol Beaufort, Consolidated PBY Catalina та Lockheed Hudson. Після початку війни на Тихому океані винищувачі RAAF розміщуються біля австралійських стратегічних портів для захисту та супроводу кораблів в районах, де боялися нападів.
Присутність союзників в австралійських водах значно збільшується після вступу Японії у війну та послідовного зміцнення присутності американської армії в цьому районі. Військово-морські сили були підтримані літаками RAAF, потім прибуттям літаків ВМС США. Після перших нападів японських підводних човнів створена система конвоїв між австралійськими портами і, в кінці бойових дій, загалом, RAN та RAAF супроводжували 1100 конвоїв уздовж Австралійського узбережжя. Після переміщення фронту на північ після контратаки союзників, атаки в австралійських водах стають рідшими, кількість кораблів та літаків, призначених для захисту австралійської станції, значно зменшується.
Австралійська армія будує фіксовані системи оборони для захисту основних портів країни від атак ворожих надводних кораблів. Система прибережної оборони була розширена, тому що загроза Австралії зросла між 1940 та 1942 роками, і вона досягла свого максимуму в 1944 році. Королівський воєнно-морський флот Австралії відповідав за створення и укомплектування захисних споруд основних портів Австралії. Ці захисні споруди складалися з фіксованих анти-човнових загороджень і мін. Вони теж значно розщирені, коли тиск на Австралію збільшився.
Хоча військово-морська та протиповітряна оборона ніколи не були достатньо потужними, щоб мати змогу відштовхувати масштабну та скоординовану атаку, вона виявилася достатньою для організації оборонних патрулів перед спорадичними та найчастіше обережними атаками Осі.

## 1939—1941

### Допоміжні німецькі крейсери в 1940 році
У той час як допоміжні крейсери діяли на заході Індійського океану в 1939 році та на початку 1940 року, вони ввійшли в австралійські води лише у другій половині 1940 року. Перша операція, орієнтована на кораблі Осі, відбувалася проти італійських торгових кораблів Remo і Romolo, які знаходилися в австралійських водах, коли Італія вступила в війну 11 червня 1940 року. Хоча Remo, пришвартований в Фрімантлі був легко захвачений, Romolo було складніше захопити. Він покинув Брісбен 5 червня і взяв курс на Італію. Після пошуків з моря та повітря його перехопив Manoora поблизу Науру. Його капітан затопив його, щоб уникнути його захоплення.
Допоміжний крейсер Крігсмарине Orion — це перший корабель, який здійснив ворожу операцію в австралійських водах. Після операцій на північній околиці Нової Зеландії та на півдні Тихого океану він увійшов у води Коралового моря, яке відокремлювало Австралію від Нової Гвінеї, у серпні 1940 року і наблизився на 220 км на північний схід від Брісбена 11 серпня. Потім він попрямував до Нової Каледонії і затопив французький торговий корабель Notou 16 серпня, потім британський вантаж Turakina в Тасманському морі. Потім Orion діяв без успіху на початку вересня у Великій Австралійській бухті. 2 вересня він заклав чотири міни поблизу Олбані, в Західній Австралії. Після того, як він був помічений літаком, він попрямував до південного заходу, а потім, безуспішно, почав патруль в Південному океані і в кінцевому підсумку взяв курс на острови Маршалла для дозаправки. Він прибув туди 10 жовтня.
Pinguin, ще один німецький допоміжний крейсер, увійшов до Індійського океану через Південну Атлантику в серпні 1940 року і прибув до Західної Австралії у жовтні. Він захопив норвезький нафтовий танкер водотонажністю 8998 тонн, Storstad біля Норт-Уест-Кейп 7 жовтня, а потім попрямував на схід із захопленим кораблем. Він заклав міни між Сіднеєм та Ньюкаслом 28 жовтня, а Storstad заклав міни біля узбережжя Вікторії в ночі з 29 по 31 жовтня. Pinguin все ще закладав міни біля узбережжя Аделаїди на початку вересня. Потім два кораблі попрямували на захід у бік Індійського океану. Вони не помічені під час їх операцій біля східного та південного узбережжя Австралії та встигли затопити три кораблі. Міни, закладені Storstad, спричинили втрату двох човнів біля узбережжя півострова Вілсон на початку листопада, а міни закладені навколо Сіднея кораблем Pinguin потопили корабель. Ще один корабель був пошкоджений біля узбережжя Аделаїди після підриву міни. Pinguin поповнив свій список успіхів в австралійських водах, затопивши три вантажні кораблі в Індійському океані 16 листопада.
7 грудня 1940 р. допоміжні крейсери Orion та Komet прибули до узбережжя Науру, невеликого острова, багатого фосфатами, розташованого на південь від екватора та керованого Австралією. За 48 годин німецькі човни потопили чотири кораблі, що очікували на їх завантаження фосфатом. Потім німецькі кораблі висадили численних в'язнів на острові Емірау, Komet намагався безуспішно замінувати вхід до стратегічної бази Рабаула 24 грудня, і повернувся атакувати Науру 27 грудня. Потім він бомбардував портову інфраструктуру, спричинивши припинення експорту фосфатів протягом десяти тижнів. Ця атака була останньою німецькою операцією в австралійських водах до листопада 1941 року.

### Німецькі допоміжні крейсери в 1941 році
Після їх рейдів на Науру, Orion та Komet попрямували до Індійського океану, пройшовши на південь від Австралії відповідно у лютому та березні. Komet знову ввійшов до австралійських вод, щоб дістатися до Нової Зеландії, Atlantis направився на схід, перетнувши крайній південь австралійських вод у серпні. До листопада єдині втрати, зафіксовані в австралійських водах, обумовлені мінами, які були поставлені Крієгсмаріне у 1940 році. Невеликий траулер Millimumul постраждав від міни вздовж узбережжя Південного Нового Уельсу, сім моряків загинули. В Південній Австралії два сапери загинули 14 липня, коли вони намагалися знешкодити міну, яку викинуло на берег.
19 листопада 1941 року австралійський легкий крейсер Sydney, який добився значних успіхів під час битви на Середземномор'ї, зіткнувся в Індійському океані з Kormoran, іншим німецьким допоміжним крейсером, який плавав під голландськими кольорами, демонструючи ім'я Straat Malakka, приблизно в 240 км на південний захід від Карнарвона в Західній Австралії. Sydney вимагав від Kormoran, щоб той довів свою ідентичність. Під час операції з перехоплення капітан Sydney небезпечно наблизивсяся до ворожого корабля. Німці Kormoran, загнані в тупик австралійцями, тоді використовують всю свою вогневу силу проти Sydney. Під час битви, що послідувала два кораблі, серйозно постраждали і потонули. Усі 645 членів екіпажу Sydney померли у бою або в морі, очікуючи порятунку, а також 78 німецьких моряків з Kormoran.
Kormoran — єдиний корабель Осі, який здійснив атаки в австралійських водах у 1941 році, та останній надводний корабель Осі, що увійшов в цей морський простір до 1943 року. Гіпотеза за якою японський підводний човен брав участь в атаці проти Sydney не підтримується жодним фактом. Єдиним німецьким кораблем, який увійшов до австралійських вод у 1942 році, був проривач блокади та корабель постачання Ramses, потоплений Adelaide та Jacob van Heemskerck 26 листопада незабаром після того, як Ramses покинув Батавію та відправився до Франції. Німецький екіпаж пережив кораблетрощу і був ув'язнений.

## 1942
Морська загроза для Австралії значно зросла після початку війни в Тихому океані. Протягом першої половини 1942 року японці керували запланованою кампанією в австралійських водах. Їх підводні човни атакували морський рух, а японські авіаносці влаштували руйнівну атаку проти стратегічного порту Дарвін на півночі країни. У відповідь на ці напади союзники збільшили засоби, виділені на захист навігації в австралійських водах.

### Перші патрулі японських підводних човнів (січень-березень 1942)
Першими японськими підводними човнами, які входили в австралійські води, були I-121, I-122, I-123 та I-124 підводної ескадри № 6 японського імперського флоту. Вони підтримували японський наступ в голландській Східній Індії. Вони розмістили міни навколо Дарвіна та в протоці Торрес між 12 та 18 січня 1942 р. Ці міни не зробили жертв.
Після виконання своєї місії мінування японські кораблі залишилися для спостереженням біля Дарвіна, щоб повідомляти японський флот про рухи союзників. 20 січня 1942 р. корвети класу Батурст: Deloraine, Katoomba та Lithgow потопили I-124 поблизу Дарвіна. Це єдиний підводний човен звичайного розміру, що потопленаий Королівським австралійським флотом в австралійських водах під час Другої світової війни.
Після завоювання заходу Тихого океану японці відправили кілька розвідувальних патрулів в австралійські води. Три японські підводні човни (I-1, I-2 та I-3) діяли біля побережжя Західної Австралії в березні 1943 року. Вони потопили вантажні кораблі Parigi та Siantar 1 та 3 березня відповідно. У той же час, I-25 провів розвідувальне патрулювання вздовж східного узбережжя Австралії в лютому та березні. Під час цієї експедиції, Нобуо Фуджіта, пілот, з підводного човна, виконав на борту свого гідроплана Yokosuka E14Y місії розпізнавання над Сіднеєм (17 лютого), Мельбурном (26 лютого) та Хобартом (1 березня). Потім він вів розвідку над Веллінгтоном та Оклендом у Новій Зеландії 8 та 13 березня відповідно.

### Атаки японської воєнно-морської авіації (лютий 1942— листопад 1943)
Бомбардування Дарвіна 19 лютого 1942 року — це найбільш руйнівний рейд проведений японською авіацією на австралійському континенті. Цього дня чотири японські авіаносці, Akagi, Kaga, Hiryū та Sōryū, супроводжені чотирма крейсерами та дев'ятьма есмінцями, запустили загалом 188 літаків зі своїх позицій у Тиморському морі. Японська авіація спричинила тяжкі втрати в порту Дарвін і потопила дев'ять кораблів. Пізніше в цей день 54 бомбардувальники, запущені з землі, спричинили додаткові руйнування в самому Дарвіні та на авіабазі Дарвіна. Двадцять союзних літаків втрачено. Рейд 19 лютого спричинив загалом 251 загиблого та від 300 до 400 поранених серед союзних сил. Більшість — іноземні моряки. Захисники Австралії знищили лише чотири японських літаки · . Чотири авіаносці, які брали участь в нападі, потім будуть потоплені під час бою в Мідвей у червні 1942 року.
Бомбардування Дарвіна — це початок серії японських атак проти цілей в Австралії. Три авіаносці, Shōhō, Shōkaku та Zuikaku, які супроводжували сили вторгнення, відправлені проти Порт-Морсбі в Новій Гвінеї в травні 1942 мали додаткову місію проводити бомбардування проти баз союзників північного Квінсленду після захоплення Порт-Морсбі. Однак ці рейди не здійснювалися, після скасування висадки в Порт-Морсбі через битву у Кораловому морі, під час якої сили вторгнення японців втратили значну частину повітряного прикриття.
Японські літаки провели майже 100 рейдів, більшість з них з низькою інтенсивністю, проти північної Австралії в 1942 та 1943 рр. Літаки японської авіації наземного базування брали участь в більшості із 63 нальотів на Дарвін після першої атаки. Місто Брум зазнало руйнівної атаки авіації 3 березня 1942 року: щонайменше 88 людей загинули. Гідролітаки дальної дії, що діяли з Соломонових островів, здійснили ряд невеликих атак проти міст у Квінсленді.
Японські літаки ВМС, що діяли із наземних баз, спрямовані на морський рух на півночі Австралії в 1942 та 1943 роках. 15 грудня 1942 року четверо моряків були вбиті під час атаки вантажного судна Period біля мису Вессель. Невелике судно протичовнової оборони Patricia Cam було затоплене японським гідропланом біля Вессельських островів 22 січня 1943 року, що призвело до втрати дев'яти моряків та цивільних. Ще один цивільний матрос був убитий, коли торговий корабель Islander був атакований гідролітаком у травні 1943 року.

### Атаки на Сідней і Ньюкасл (травень-червень 1942)
У травні 1942 року японські стратеги вирішили прийняти стратегію, спрямовану на ізоляцію Австралії від Сполучених Штатів шляхом взяття Порт-Морсбі в Новій Гвінеї, Соломонових Островів, Фіджі та Нової Каледонії. Цей план був зірваний після поразки в битві в Кораловому морі і остаточно відкладений після битви при Мідуеї. Після поразки японського надводного флоту підводні човни Імперського флоту були розгорнуті, щоб перервати лінії постачання союзників, атакуючи кораблі поблизу головних портів на східному узбережжі Австралії.
27 квітня 1942 року підводні човни I-21 і I-29 покинули важливу військово-морську базу островів Трук на архіпелазі Каролінських островів, де панувала Японія, щоб здійснювати розвідувальне патрулювання портів союзників у південній частині Тихого океану. Мета цих патрулів полягала в тому, щоб знайти ціль, яка могла підійти для малих підводних човнів, група яких призначена для місій у південній частині Тихого океану. I-29 повернувся до австралійських вод у травні та невдало атакував 16 травня біля Ньюкасла вантажне судно Wellen під радянським прапором, країни, яка на той час не перебувала у стані війни з Японією. Гідролітак цього підводного човна здійснив політ над Сіднеєм 23 травня 1942 р. у пошуках скупчення військових кораблів у бухті. I-21 вийшов наприкінці травня, щоб розвідати Сува на островах Фіджі, потім Окленд у Новій Зеландії, але не знайшов великого скупчення ворожих кораблів у жодному з портів.
18 травня 1942 року східний загін Другої спеціальної штурмової флотилії залишив атол Трук під командуванням капітана Ханкю Сасакі. Група складається з І-22, І-24 та І-27. Кожен підводний човен мав кишеньковий підводний апарат класу Kō-hyōteki. Після аналізу розташування I-21 і I-29 три підводні човни отримали наказ 24 травня атакувати Сідней. Вони приєдналися до I-21 і I-29 за 56 км від Сіднея 29 травня 2012 року. Гідролітак І-21 на світанку 30 травня здійснив розвідувальний політ над Сіднейською затокою, який підтвердив наявність поміченого літаком І-29 скупчення кораблів противника та можливість атаки на малих підводних човнах.
У ніч на 31 травня 1942 року біля входу в Сіднейську затоку були спущені на воду три малих підводних човни. Хоча двом із цих невеликих підводних апаратів (22 та A, також відомий як 24) вдалося пробити неповну оборону бухти, лише підводному човну A вдалося атакувати флот союзників, що стояв на якорі в бухті. Він випустив дві торпеди в бік американського важкого крейсера USS Chicago. Торпеди не потрапили в ціль, але потопили корабель HMAS Kuttabul і вбили 21 члени його екіпажу. Вони також серйозно пошкодили голландський підводний човен K IX. Під час операції були втрачені три малих субмарини. Номери 22 і 27 були відправлені на дно австралійськими силами оборони, а підводний човен A був затоплений його екіпажем після виходу з бухти.
Після цього рейду японська група підводних човнів діяла біля Сіднея та Ньюкасла. Вона потопила каботажне судно Iron Chieftain поблизу Сіднея 3 червня. У ніч на 8 червня I-24 розбомбила східне передмістя Сіднея, а I-21 — Ньюкасла. Там оборона форту Скретчлі відкрила вогонь у відповідь, але не змогла вразити ворога. Хоча ці бомбардування не спричинили жодних втрат чи значної шкоди, вони викликали побоювання щодо інших атак уздовж східного узбережжя Австралії. В результаті Королівський флот Австралії організував конвої між Брісбеном і Аделаїдою. Усі кораблі вагою понад 1200 тонн і швидкістю менше 12 вузлів повинні приєднуватися до конвоїв для подорожей між містами на східному узбережжі. Японські підводні човни залишили австралійські води наприкінці червня 1942 року після того, як потопили ще два вантажних судна. Порівняно із залученими ресурсами японці мали мізерні результати.

### Наступні патрулювання японських підводних човнів (липень-серпень 1942)
Перепочинок був недовгим для австралійської оборони. У липні 1942 року група з трьох підводних човнів (І-11, І-174 і І-175) ескадри підводних човнів № 3 почала нові дії вздовж східного узбережжя. У період з липня по серпень вони потопили п'ять кораблів (включаючи малий траулер) і пошкодили кілька інших. В іншому місці I-32 патрулював південне узбережжя Австралії на шляху з Нової Каледонії в Пенанг, але не зміг потопити жодного корабля. Після відступу цих сил у серпні, більше атак підводних човнів у водах Австралії не було зафіксовано до січня 1943 року.
Хоча японські підводні човни загалом потопили 17 кораблів у водах Австралії, у тому числі 14 поблизу узбережжя, наступ підводних човнів не мав вирішального впливу на військові зусилля союзників у південно-західній частині Тихого океану та на економіку Австралії. Однак, змусивши кораблі, що пливли на схід від Австралії, йти конвоями, японцям вдалося збільшити час транспортування. Це призвело до скорочення обсягів торгівлі. Тоннаж, що перевозився щомісяця між портами Австралії, впав від 7,5 % до 22 %. Конвої, однак, виявилися ефективними, оскільки жодне конвойоване судно в австралійських вод у 1942 році, не було затоплене.

## 1943
Японські підводні човни повернулися в австралійські води в січні 1943 року і протягом першої половини року повторювали операції, спрямовані проти судноплавства. Японський флот також здійснив диверсійне бомбардування Порт-Грегорі, невеликого містечка в Західній Австралії.

### Патрулювання підводних човнів уздовж східного узбережжя (січень–червень 1943р.)
Вихід на місію 7 січня підводних човнів I-10 і I-21, що базувалися в Рабаулі, знаменував собою початок нових операцій японських підводних човнів на Австралійській станції. Вони відправляються до Нумеа та Сіднея відповідно. I-21 прибув до узбережжя Нового Південного Уельсу через тиждень і діяв вздовж східного узбережжя до кінця лютого. За цей період він потопив шість суден, що зробило цю місію найефективнішою з усіх операцій, проведених підводними човнами в водах Австралії під час війни. Гідролітак підводного апарату мав можливість здійснити успішну розвідку над Сіднейською затокою 19 лютого 1943 року.
У березні I-6 і I-26 зайшли у води Австралії. I-6 заклав акустичні міни, поставлені Німеччиною, на підходах до Сіднейської гавані, але мінне поле було виявлено HMAS Swan і знешкоджено до того, як воно спричинило будь-які втрати. Хоча I-6 повернувся в Рабаул після встановлення пастки, присутність японських підводних сил була посилена в квітні завдяки прибуттю в район чотирьох кораблів ескадри підводних човнів № 3 (I-11, I-177, I-178 і I-180), які попрямвали до східного узбережжя Австралії, де з'єдналися з I-26. Цілями цієї флотилії є конвої військ і постачання, що рухаються між Австралією та Новою Гвінеєю.
Оскільки японська флотилія була надто мала, щоб повністю блокувати рух між Австралією та Новою Гвінеєю, командир формування розосередив свої сили на значній відстані від Торресової протоки до півострова Вільсона з метою пошкодити якомога більше суден. Наступ тривав до червня і дозволив п'яти японським підводним човнам потопити дев'ять суден і пошкодити кілька інших. П'ять із потоплених кораблів були атаковані під час того як були в конвоях, що контрастуєвало з попереднім роком, протягом якого конвої не були атаковані. Супроводжувачі не змогли виявити підводні апарати до того, як вони почали атаку, або успішно їх переслідувати. Остання атака японського підводного човна вздовж східного узбережжя сталася 16 червня 1943 року, коли I-174 потопив вантажний корабель Portmar і пошкодив американський десантний корабель LST 469 під час плавання в конвої вздовж північного узбережжя Нового Південного Уельсу.
Найбільша втрата людських життів, спричинена нападом підводного човна, сталася вранці 14 травня 1943 року, коли I-177 торпедував і потопив госпітальне судно Centaur біля Пойнт-Лукаут у Квінсленді. Одна випущена торпеда послала Centaur на дно менш ніж за три хвилини. Госпітальні кораблі захищені Женевськими конвенціями 1949 року, і чи знав командир підводного човна Хадзіме Накагава про статус своєї цілі, залишається незрозумілим. Хоча на кораблі був зображений Червоний Хрест і він був повністю освітлений, слабке освітлення під час атаки може пояснити той факт, що японський офіцер не усвідомлював, що це судно-госпіталь, і що він помилково атакував корабель. Однак Хаджіме Накагава мав поганий досвід командування підводним човном і пізніше був засуджений за розстріл екіпажу вантажного судна в Індійському океані. Цілком імовірно, що втрата Centaur була спричинена або некомпетентністю Накагави, або його нехтуванням законами війни. Цей напад викликав народне обурення в Австралії.
Операції японських підводних човнів у Тихому океані припинилися в липні 1943 року, коли вони були передислоковані для боротьби з контрнаступом союзників у решті Тихого океану. Останні підводні човни, які були відправлені в австралійські води, I-177 і I-180, були перенаправлені на Соломонові острови незадовго до того, як вони прибули в австралійські води в липні. Військово-морське керівництво Австралії, яке побоювалося подальших нападів, однак залишалося напоготові та підтримувало систему прибережного конвою до кінця 1943 року, коли стало ясно, що загроза минула. Конвої на південь від Ньюкасла припинилися 7 грудня, а останні конвої вздовж північно-східного узбережжя та між Австралією та Новою Гвінеєю відбулися в лютому та березні 1944 року відповідно.

### Бомбардування порту Грегорі (січень 1943)
На відміну, від того, що відбувалося біля східного узбережжя Австралії, лише один японський підводний човен був відправлений на західний сектор станції Австралія в 1943 році. 21 січня 1943 року I-165 покинув свою базу в Сурабаї, в Яві, і попрямував до Західної Австралії. Підводний човен під керівництвом лейтенанта-командира Кенносуке Торісу відповідав за створення диверсії під час евакуації японських військ з Гуадалканалу після їх поразки на місці. Інший підводний човен, I-166, проводив диверсійні бомбардування на островах Кокос 25 грудня 1942. Виявляється, що основною метою Торісу було бомбардування порту Джеральдтон.
Після шести днів плавання на півдні I-165 дістався до Джеральдтона 27 січня. Однак Торісу вважав, що він спостерігав, есмінець біля порту і скасував атаку. Потім підводний човен попрямував до невеликого рибальського села порт Грегорі. Близько півночі 28 січня екіпаж I-165 вистрілив десять залпів із 100 мм гармати, розміщеної на палубі. Снаряди не потрапили в ціль, не завдавши жертв чи шкоди. Незважаючи на те, що атаку спостерігали берегові спостерігачі, новина досягає командування союзників лише після того, як звіт, надісланий Торісу, перехопили, а потім розшифрували, через тиждень після фактів. Таким чином, рейду не досяг своєї мети; створити диверсію під час евакуації військ з Гуадалканалу.
I-165 повертається двічі в австралійські води. У вересні 1943 р. він провів розвідку без пригод уздовж північно-західного узбережжя, потім патрулював у цій же місцевості між 31 по 5 липня 1944 р. Ця місія була останньою проведеною японським підводним човном в австралійських водах.

### Допоміжний крейсерMichel(червень 1943)
Допоміжний крейсер Michel — був останнім німецьким надводним кораблем, який потрапив в австралійські води. Він покинув Йокогаму для своєї другої операційної кампанії 21 травня 1943 року та ввійшов до Індійського океану в червні. 14 червня він потопив норвезький танкер Høegh Silverdawn (7 715 тонн) приблизно 2900 км на північ від Фрімантла. Через два дні Michel продовжив цей успіх, потопивши другий норвезький танкер, Ferncastle (9 940 тонн) у тому ж районі. Ці два судна тоді були на шляху до Близького Сходу; 47 моряків та пасажирів союзників загинули. Потім допоміжний крейсер попрямував на південь від Австралії та Нової Зеландії, а потім працював в Тихому океані. 3 вересня він потопв норвезький танкер India на захід від острова Великодня, в той час як танкер йшов з Перу до Австралії · .

## 1944—1945
Загроза від Осі знизилася, коли союзники завершили завоювання Тихого океану в 1944 році. Протягом останніх двох років війни лише три кораблі були затоплені країнами Осі у австралійських водах. Хоча японці провели свою єдину висадку на узбережжі Австралії в 1944 році, це була лише невелика розвідувальна місія. Поки небезпека віддаляється, союзні сили оборони, призначені для захисту Австралії, зменшуються, але зникли лише в кінці війни.

### Висадка розвідувальної японської місії в Австралії (січень 1944)
Японський уряд не прийняв плани вторгнення в Австралію, які розроблялися в Японії. В Австралії відбулася одна намемна операція. У період з 17 по 20 січня 1944 р. Члени розвідувального підрозділу Мацу Кікан провели розвідувальну місію в регіоні Кімберлі, дуже слабо населеному. Японці стартували з бази Купанг, розташованої в Тиморі на борту невеликого, реквізованого цивільного корабля, Hiyoshi Maru (25 тонн), замаскованого під рибальський човен. Екіпаж під керівництвом лейтенанта Сусіко Мізуно з ВМС мав трьох членів сухопутної армії, шість членів Імператорського флоту та п'ятнадцять моряків Тимора. Їх наказ, з японського штабу на острові Амбон на Молукаських островах, перевірити повідомлення про те, що американські військові будують базу в цьому районі. Крім того, місія команди Hiyoshi Maru полягала в тому, щоб зібрати інформацію, спрямовану на те, щоб розпалювати партизанську війну на території Австралії.
Експедиція супроводжувалася бомбардувальником Pique Aichi D3A, який атакував підводний човен союзників. 17 січня підводний човен відвідав район рифу Ешмор, наступного дня екіпаж висадився на острові Броуз, невеликому незаселеному острові, розташованому приблизно в 160 км на північний захід від узбережжя Австралії.
Вранці 19 січня вони зайшли у маленьку бухту Йорка. Хоча екіпаж помітив дим з пагорбів, розташованих на схід від свого положення, він кинув якір і замаскував корабель гілками. Місцеві історики повідомили, що японці висадилися біля гирла річок Рое та Моран · . Потім вони досліджували цю територію протягом двох годин, і деякі члени місії знімали землю 8-мм камерами. Потім екіпаж провів ніч на борту Hiyoshi Maru, а потім знову обслідував узбережжя наступного дня, перш ніж повернутися в Купанг. Японці не зустріли нікого чи будь-яких ознак людської діяльності, де вони висадилися. Військовий підсумок цієї дії дорівнює нулю, стратегічна інформація там не збиралася.

### Японські операції в Індійському океані (березень 1944)
У лютому 1944 р. японський об'єднаний флот покинув свою базу на островах Трук і був розподілений на території між Палау та Сінгапуру. Поява потужної військово-морської сили в Сінгапурі змушує боятися союзників, що японці проводять нові кампанії в Індійському океані проти Західної Австралії75.
'
1 березня 1944 ескадрон, що складався із важких крейсерів Aoba (флагман), Tone Chikumа під командуванням віце-адмірала Наомасу Саконю відправилися із Зондської протоки з місією атакувати кораблі союзників, що йшли між Аденом і Фрімантлом в Західній Австралії. Єдиною їх жертвою є британський паровий корабель Behar, який затонув на півдорозі між Цейлоном та Австралією 9 березня 1944 р. Незважаючи на те, що 102 вижили британського корабля відновлюються тоном, 82 з них загинули після прибуття Круавії Круавія 16 березня.
Після війни віце-адмірал Саконджу був засуджений до смертної кари за військові злочини. Серед звинувачень він повинен відповісти, — це різанина цих в'язнів. Капітан Харуо Маазумі Командир тону був засуджений до ув'язнення 7 років. Цей вихід — це останній з рейдів, встановлених поверхневими кораблями осі проти морського транспорту альянсу на всіх театрах Другої світової війни.
Хоча ця японська операція не є успішною, рухи противника викликають велику масштабну реакцію союзників. На початку березня 1944 р. Allied Intelligence повідомив, що два лінійні кораблі, що супроводжували есмінців, покинули Сінгапур у бік Сурабаї, а американський підводний човен ідентифікує радари два основні японські човни, що розвиваються в протоці Ломбока. Потім австралійський персонал повідомив уряду 8 березня, що існує ризик, що ця флотилія потрапляє в атаку Індійського океану та Фрімантла. У відповідь австралійська влада розповідала про наземну та військово-морську оборону Фрімантл, ми замовляємо всі човни, присутні в порту, втікають, а кілька ескадринів РаАФ перероблені в базах Австралії-Вестерн78.
Попередження все -таки виявляється не застосовним. Човни, виявлені в протоці Ломбука, насправді є легкими крейсерами Кіну та Ой, які покривають пенсію флоту поверхневих будівель центрального Індійського океану. Попередження було піднято у Фрімантлі 13 березня, а відправлені ескадриї РААФ приєднуються до своїх баз, розташованих у Східній Австралії, березня 2079 року.